# María Esther Podestá
Célica Podestá (Buenos Aires, 24 de noviembre de 1896 - Buenos Aires, 18 de septiembre de 1983), más conocida como María Esther Podestá, fue una actriz argentina.

## Biografía

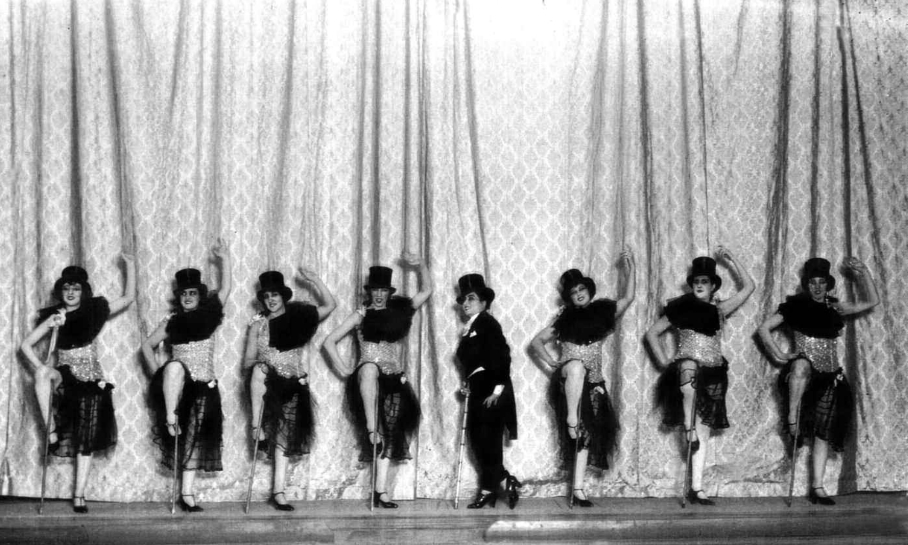
María Esther Podestá vestida de frac en una revista porteña hacia 1919.

Hija de José Francisco Podestá, era nieta de Gerónimo Podestá (hermano de José Podestá (Pepino el 88 y el primer Juan Moreira); sobrina nieta de Pablo Podestá; sobrina de Blanca Podestá; y cuñada de Olinda Bozán. A los 3 años comenzó su carrera artística en el circo como cancionista criolla, donde llegó a encabezar espectáculos. Luego pasó al teatro donde realizó giras internacionales. En 1916 realizó su primera participación cinematográfica en un filme mudo tituldado Bajo el sol de la pampa, de Alberto Traversa. Participó en 46 películas, entre ellas se encuentran Hogar, dulce hogar, El susto que Pérez se llevó, Sinvergüenza, Giácomo, El cabo Rivero, entre otras.
Durante el período mudo en la cinematografía, se destacó por su gran belleza y fue considerada como la de "los ojos más lindos" (apelativo que le dio Enrique Gómez Carrillo) hasta la década del `30, cuando comenzó a competir con Amelia Bence. Posteriormente, formó parte de los elencos de Los muertos (1919), basada en una obra de Florencio Sánchez; y La loba, donde cumplió un rol más importante al lado de Gloria Ferrandiz y su estreno se llevó a cabo cinco años después, en 1924.
Figura de la revista porteña, durante su época de esplendor se lució en el Teatro Ópera, donde representó piezas como Los templos de Talía, de Luis Bayón Herrera en 1919; La gran revista de Buenos Aires al Far West, de José González Castillo en 1921; Buenos Aires Follies, de Manuel Romero en 1923; o Delikatessen Haus, de Samuel Linning. En 1920, convocada para un sainete, interpretó el tango "Milonguita", ya que era tradicional realizar cuadros musicales durante un espectáculo por aquellas épocas.
En 1925 bajo la dirección de Julio Irigoyen y la participación de la cantante Ada Falcón trabajó en el filme sin sonido Tu cuna fue un conventillo basado en la clásica y exitosa obra de teatro homónima. En 1936, ya en el sonoro, se la pudo apreciar en Juan Moreira, con Adolfo Almeida; y El escuadrón azul (1937), que se estrenó en Estados Unidos al año siguiente. Sin embargo, su primer gran papel llegaría el mismo año con Barranca abajo, un drama de 62 minutos de duración dirigido por José V. Grubert. Luego de trabajar con Julio Saraceni y Miguel Coronato Paz en 1938, fue convocada para participar en Giácomo (1940) para la empresa "Educación para Todos" y El susto que Pérez se llevó, con Augusto Codecá.
En 1941 encarnó a Teodora en Un bebé de París, comedia con Paulina Singerman para Lumiton; y acompañó a Olinda Bozán en Hogar, dulce hogar, una película que a pesar del apoyo de los medios gráficos, actualmente está olvidada al igual que el éxito que recibió su estreno. En 1944 formó parte del reparto de Aquí se quitan las penas, con autoría de Carlos A. Petit y llevada a cabo con Vicente Rubino y Mario Fortuna.
En 1946 secundó a María Concepción César en la exitosa película Inspiración, de Jorge Jantus y en 1947 fue parte de Albéniz, que en 1948 obtuvo el premio Cóndor de Plata a la Mejor Película del Año. La trama estaba basada en la vida del compositor y pianista español Isaac Albéniz, con auspicio de Argentina Sono Film (SACI). Compuso a Viuda Lefrancois en Madame Bovary (1947) e integró el reparto de El cantor del pueblo, protagonizada por Tito Lusiardo. Realizó giras por Bolivia, Chile, Cuba, México y Paraguay, realizando comedias teatrales. Fue famosa en toda Latinoamérica como intérprete en todos los medios. 
Casada con el actor Segundo Pomar, desde la década del `40 comenzó a incursionar en diversos géneros como el drama, la comedia o incluso, el melodrama y el musical. De su extensa trayectoria cinematográfica en aquellas épocas, se destacan Arroz con leche (1950), Cuidado con las muejres (1951), Especialista en señoras (1951), pero especialmente, Dock Sud (1953), según el argumento de Sixto Pondal Ríos y Carlos Olivari.
Bajo las órdenes de Juan Carlos Thorry, en 1951 actuó en Crimen en borrador, de Julio Porter y Raúl Gurruchaga en el Teatro Grand Splendid. Fue dirigida por Enrique Carreras y Carlos Rinaldi, y en 1959 filmó en México y Argentina Amor se dice cantando, con Julia Sandoval y Miguel Aceves Mejía. Además, fue partícipe en el Teatro Coliseo, de La Plata, de No puedo decirte no. Hasta 1963, intervino en dramas principalmente, de los cuales se destaca La procesión (1960), con Rafael Carret; y La murga (1963).
En breves papeles, continuó con su carrera acompañando a cómicos como Alberto Olmedo en Las aventuras del Capitán Piluso en el castillo del terror (1963), a Jorge Porcel en El gordo Villanueva (1965), y a Tato Bores en Viaje de una noche de verano (1965). Siempre vigente, formó parte de la obra teatral Ocho mujeres y en 1977 realizó su última intervención cinematográfica en Crecer de golpe, un filme de terror dirigido por Sergio Renán basado en una novela de Haroldo Conti. Siempre vigente, en 1979 en Canal 13, trabajó en Mañana puedo morir de Narciso Ibáñez Menta.
Ya anciana, Podestá se había convertido en la última sobreviviente de su reconocida familia y decidió relatar sus "Memorias" al periodista e investigador del espectáculo Jorge Miguel Couselo, quien las recopiló, editó y publicó en 1985 con el título Desde ya y sin interrupciones, de Editorial Corregidor.
Falleció a la edad de 86 años el 18 de septiembre de 1983 en Buenos Aires de una trombosis cerebral.

## Filmografía
- Crecer de golpe (1977)
- Viaje de una noche de verano (1965)
- El gordo Villanueva (1964)
- El Club del Clan (película) (1964)
- Las aventuras del Capitán Piluso (En el castillo del terror) (1963)
- La murga (1963)
- Hombre de la esquina rosada (1962)
- Sábado a la noche, cine (1960)
- La procesión (1960)
- El negoción (1959)
- Una viuda difícil (1957)
- Todo sea para bien (1957)
- Pecadora (1956)
- De noche también se duerme (1956)
- Su seguro servidor (1954)
- Dock Sud (1953)
- Los troperos (1953)
- El muerto es un vivo (1953)
- Especialista en señoras (1951)
- Cuidado con las mujeres (1951)
- La mujer del león (1951)
- Tierra extraña (1951)
- Arroz con leche (1950)
- ¿Vendrás a medianoche? (1950)
- El cantor del pueblo (1948)
- Por ellos... todo (1948)
- Siete para un secreto (1947)
- El que recibe las bofetadas (1947)
- Treinta segundos de amor (1947)
- Albéniz (1947)
- Inspiración (1946)
- Un beso en la nuca (1946)
- ¡Gaucho! (1942)
- Un bebé de París (1941)
- Hogar, dulce hogar (1941)
- El susto que Pérez se llevó (1940)
- Sinvergüenza (1940)
- Giácomo (1939)
- El cabo Rivero (1938)
- Noches de Carnaval (1938)
- El escuadrón azul (1937)
- Barranca abajo (1937) dirigida por José V. Grubert
- Juan Moreira (1936)
- Alma en pena (1929)
- Tu cuna fue un conventillo (1925)
- Sombras de Buenos Aires (1923)
- La loba (1919)
- Los muertos (1919)
- Bajo el sol de la pampa (1917)